# Ірвінг Фішер
Ірвінг Фішер, (англ. Irving Fisher, 27 лютого 1867, Согертіс — 29 квітня 1947, Нью-Йорк) — американський вчений-економіст неокласичного напряму. Був одним із перших науковців який розробив кількісну теорію грошей.
Навчався в Єльському університеті (ступінь бакалавра, 1888, і ступінь доктора, 1891). Пізніше навчався в Берліні та Парижі. В 1893—1935 роках викладав в стінах рідного університету, з 1898 року працював там же на посаді професора.
В 1918 році був президентом Американської економічної асоціації. З 1931 по 1934 роки — перший президент Економетричного товариства.

## Біографія
Народився Ірвінг Фішер 27 лютого 1867 року у Согертісі в родині священника. Його батько був учителем і священником, який виховав сина в переконанні, що людина повинна приносити користь суспільству. Ще з малечку Ірвін Фішер виявляв чудові здібності до математики та схильність до винахідництва. Вступивши у 1884 році до Єльського університету, він досяг значних успіхів у навчанні та отримав ряд премій, особливо в математичній галузі. Через тиждень після того, як Ірвінг був прийнятий в Єльський коледж, його батько помер у віці 53 років від туберкульозу. Однак Ірвінг зайнявся репетиторством і зміг утримувати не тільки себе, але і матір з молодшим братом. Він закінчив Єльський університет, де став членом престижного студентського братства «Skull and Bones» (Череп і кістки), з дипломом бакалавра в 1888 році, через рік після того, як Єльський коледж став університетом. 

Наставниками Ірвінга були Віллард Гіббс та Вільям Грем Семнер. Під керівництвом яких він написав докторську дисертацію з математичної економіки — на стику обох наук. Свій перший докторський ступінь 24-річний Фішер отримав все в тому ж Єлі в 1891 році. Фішер при дослідженні та написанні своєї дисертації не знав, що вже існують європейські праці з математичної економіки, але у дисертації віддав їм належне. Після закінчення Єльського університету він навчався в Берліні та Парижі. Повернувшись з Європи з 1890 року Ірвінг Фішер став викладати в Єльському Університеті, потім у 1898 році став професором політичної економії та заслуженим професором  в 1935 році.

З 1890 до 1910 рр. Фішер був редактором «Yale Review» та брав активну участь у діяльності великої кількості наукових товариств, інститутів та благодійних організацій. На етапі історичного розвитку економетрики він був одним з її головних прихильників. Що ж стосується його інтересів, то Фішер надавав особливої ваги пропаганді тверезості, євгеніці, суспільному здоров'ю і справі миру в усьому світі. Він був нагороджений премією Нью-Йоркського медичного товариства (New York Medical Society) за винахід намету для лікування хворих на туберкульоз. Крім того, Фішер був плідним письменником і журналістом, працював над безліччю технічних книг та статей, цікавився проблемою Першої світової війни, процвітанням у 20-х роках минулого століття та депресією 30-х років, що прийшла йому на зміну.

У 1898 р. Фішер отримав ступінь професора, та заслуженого професора у 1935 р. Він залишався у Єлі до виходу на пенсію у 1935 р., також був директором фонду «Remington Rand» (нині RAND), засновником та президентом асоціації досліджень з євгеніки, Ліги за грошову стабільність та Економічного товариства, Американської статистичної асоціації та десятків інших компаній та агентств.

Помер І. Фішер 29 квітня 1947 року в Нью-Йорку, у віці 80 років. Залишив за собою велику кількість праць та публікацій з економіки.

## Внесок в економічну науку
Ірвінг Фішер здобув популярність завдяки роботам з економіко-математичного аналізу, теорії грошового обігу і кредиту, теорії індексів. Він був одним із видатних економістів неокласичного напряму. У своїх працях він також розвивав такі дослідницькі напрямки: теорію споживчої поведінки, капіталу і відсотка та зробив чималий внесок у галузі економічної статистики. Прибічник кількісної теорії грошей.

Найбільша заслуга Фішера полягає в тому, що він привернув увагу громадської думки до загострення проблем ціни та інфляції. Його трактування капіталу і відсотка стали основою для подальших розробок і досліджень чималої кількості його учнів і послідовників. Він по праву називається одним з основоположників неокласичної кількісної теорії грошей. Безсумнівно, ті, хто зараз більш глибоко трактує і досліджує розглянуті раніше і запропоновані Фішером інтерпретації деяких моментів економічної теорії, багато в чому спираються на його положення і розглядають їх як основні.

Фішер розвинув теорію грошей в дусі класичної політекономії, внісши в неї необхідні поправки, які логічно випливали з розвитку чекового обороту в грошовому обігу першої чверті XX ст. Основні постулати кількісної теорії були укладені Фішером в чітку математичну форму, зручну для статистичного аналізу (трансакційний варіант Фішера). Він вивів формулу «рівняння обміну» товарів на гроші, що встановила купівельну силу грошей. З рівняння обміну випливало, що кількість товарів, помножене на ціни, дорівнює кількості грошей, помноженому на швидкість обігу. Ці чотири величини пов'язані між собою, і кожна з них визначається трьома іншими. Звідси випливає, що товарні ціни, які висловлюють купівельну силу грошей, змінюються: прямо пропорційно кількості грошей; прямо пропорційно швидкості обігу; обернено пропорційно кількості, які брали участь в обміні товарів. У своїй роботі з теорії відсотка Фішер трактував відсоток не як окремий дохід, а як аспект всіх доходів, будь то заробітна плата, рента чи прибуток, як сполучна ланка між капіталом і доходом. Серед факторів, що впливають на величину відсотка, ним виділялися такі: «нетерпіння» (перевагу справжніх благ), продуктивність, а також такі характеристики економічних процесів, як ризик і невизначеність. Процес формування капіталу розглядається Фішером як процес заощадження з подальшим вкладенням накопичених коштів в різні інвестиційні проєкти. Тут він досліджував проблеми існування різних інвестиційних можливостей, використовуючи алгебраїчні співвідношення і графічний метод, заснований на апараті кривих байдужості та кривих бажання.

Особливо помітним є внесок Фішера у розвиток статистики. Він зазначив, наприклад, особливий характер впливу будь-якого зсуву в економіці на економічну змінну, оскільки такий вплив зазвичай виходить за межі самої змінної. Цей висновок доводить, що він розглядав статистику не просто як зручний інструмент, але як складову частину економічного аналізу. У книзі «Складання індексів» він розробив і класифікував сотні формул, піддавши їх різноманітним перевіркам. Практично всі сучасні дослідження в області індексів спираються на його воістину монументальний аналіз.

## Економічні теорії

### Теорія корисності
Основним положенням теорії корисності є те, що суб'єкт управління, який приймає рішення в умовах невизначеності та породжуваного нею ризику, повинен максимізувати сподіване значення корисності результатів. Тобто з усіх можливих рішень він обере те, яке забезпечить найбільшу сподівану корисність.
При розгляді історії теорії корисності, економіст Джордж Стіглер писав, що докторська дисертація Фішера була «блискучою» і підкреслив, що вона містить «перше ретельне вивчення виміру функції корисності і актуальність цієї теорій». У той час як його опубліковані роботи показали незвичайну ступінь математичної витонченості для економіста свого часу, Фішер завжди прагнув показати свій аналіз в житті і представити свої теорії так дохідливо, наскільки це можливо. Наприклад, щоб доповнити аргументи в його докторської дисертації, він побудував складну гідравлічну машину з насосами і важелями, що дозволило йому наочно продемонструвати, як рівноважні ціни на ринку саморегулюються у відповідь на зміну попиту або пропозиції.

### Теорія відсотку та капіталу
Фішера, мабуть, найкраще пам'ятають сьогодні в неокласичній економіці за його теорію капіталу, інвестицій та процентних ставок, яка вперше була висвітлена в його «Природа капіталу та доходу» (1906) і описаній у «Процент відсотка» (1907). Його трактат «Теорія відсотку» 1930 року підбив підсумки досліджень, пов'язаних із життям капіталу, капіталовкладенням, кредитними ринками та чинниками (включаючи інфляцію), які визначають процентні ставки.
Фішер зрозумів, що суб'єктивне економічне значення не лише залежить від кількості товарів та послуг, що купуються або обмінюються, а й тоді, коли вони купуються за допомогою грошей. Доступне зараз має інше значення, ніж той самий товар, доступний пізніше; велике значення має час, а також кількісний показник. Відносна ціна товарів, доступних на майбутню дату, в термінах пожертвуваних зараз товарів, вимірюється за процентною ставкою. Фішер вільно використовував стандартні діаграми, що використовуються для навчання економіки студентів, які позначали «споживання зараз» і «споживання наступного періоду» (замість звичайних схематичних альтернатив «яблук» та «апельсини»). Отримана теорія, одна значної сили та розуміння, детально була представлена у теорії відсотку.
Ця модель, яка пізніше була узагальнена на випадок K-товарів і N періодів (включаючи випадки нескінченно багатьох періодів), стала стандартною теорією капіталу та відсотку.

### Теорія ціни
Дослідження Фішера щодо базової теорії цін та процентних ставок безпосередньо не торкалося великих соціальних проблем. З іншого боку, його монетарна економіка запрацювала, і це стало основним акцентом пізнішої роботи Фішера.
Саме Фішер, який (після новаторської роботи Саймона Ньюкома) сформулював кількісну теорію грошей з точки зору «рівняння обміну»: 

Нехай «M» буде загальним запасом грошей, «P» — рівнем ціни, «Т» — сукупна кількість товарів, і «V» — швидкість обігу грошей, так що
{\displaystyle MV=PT}
Пізніше економісти замінили «T» реальним обсягом виробництва «Y» (або «Q»), який, як правило, визначається реальним валовим внутрішнім продуктом (ВВП).
Оцінка та відсоток Фішера — це абстрактний аналіз поведінки відсоткових ставок, при зміні рівня цін. Він підкреслив різницю між реальними та номінальними процентними ставками:
{\displaystyle r={\frac {(1+i)}{(1+\pi )}}-1\simeq i-\pi }
де «r» — реальна відсоткова ставка, «i» — номінальна процентна ставка, а інфляція {\displaystyle \pi } є показником збільшення рівня цін. Коли інфляція є достатньо низькою, реальну процентну ставку можна зобразити як номінальну процентну ставку мінус очікуваний рівень інфляції.

Фішер, як і інші «неокласики», відштовхувався від моделі досконалої конкуренції та поширював свої висновки на економіку, в якій існували монополії, і ціни вже значною мірою втратили еластичність. У концепції Фішера є й інші недоліки, характерні для кількісної теорії, зокрема перебільшення впливу грошей на товарні ціни. З його формули випливає, що грошова маса виконує активну роль, а ціни — пасивну. У Фішера лише грошова маса виступає як незалежна змінна, тоді як насправді має місце відповідний взаємозв'язок. В умовах монополістичного ціноутворення зростання товарних цін нерідко є причиною розширення грошового обороту.

Фішер та його послідовники прагнули пояснити, що швидкість обігу грошей (V) і рівень виробництва не залежать від кількості грошей (М) та рівня цін (Р). Швидкість обігу грошей, з їхньої точки зору, залежить насамперед від демографічних (щільність, густота населення тощо) і техніко-економічних (суспільний поділ праці, наявність природних ресурсів, розвиток транспорту тощо) параметрів.

Він був одним із перших, хто надав макроекономічні дані, в тому числі грошові кошти, процентні ставки та рівень цін, статистичні аналізи та тести . У 1973 році журнал політичної економії посмертно перевидав його документ 1926 року про статистичні зв'язки між безробіттям та інфляцією, назвавши його як «Я виявив криву Філіпса». Числа індексів відіграли важливу роль у його монетарній теорії, і його книга «Виготовлення індексних номерів» залишалася впливовою донині. 

Отже, І. Фішер повністю залишився на позиціях класичної кількісної теорії та справедливо вважається одним із найортодоксальніших її представників. Він найповніше за допомогою математичного методу виразив сутність цієї теорії. Тим самим він підготував методологічну базу для науково правдивої критики кількісної теорії.

### Теорія боргової дефляції
Після руйнування фондового ринку 1929 року та з огляду на подальшу Велику депресію Фішер розвивав теорію економічних криз, що отримала назву теорії боргової дефляції, яка пояснювала кризи надривом кредитної бульбашки. За словами Фішера, розрив кредитної бульбашки розкриває ряд ефектів, які серйозно та негативно впливають на реальну економіку:
1. Ліквідація боргів.
2. Скорочення грошової маси як банківських кредитів погашається.
3. Падіння рівня цін на активи.
4. Ще більше падіння чистої вартості бізнесу, що призвело до банкрутства.
5. Падіння прибутку.
6. Скорочення обсягів виробництва, у торгівлі та зайнятості.
7. Песимізм і втрата довіри.
8. Заощадження грошей.
9. Падіння номінальних процентних ставок та підвищення процентних ставок з поправкою на дефляцію.

Ця теорія була в значній мірі проігнорована на користь кейнсіанської теорії, частково через певну втрату репутації Фішером, зумовлену його публічним оптимізмом щодо фондового ринку, напередодні катастрофи. Теорія відновила свій авторитет в 1980-х роках, і особливо в період рецесії в кінці 2000-х років.

## Список основних праць

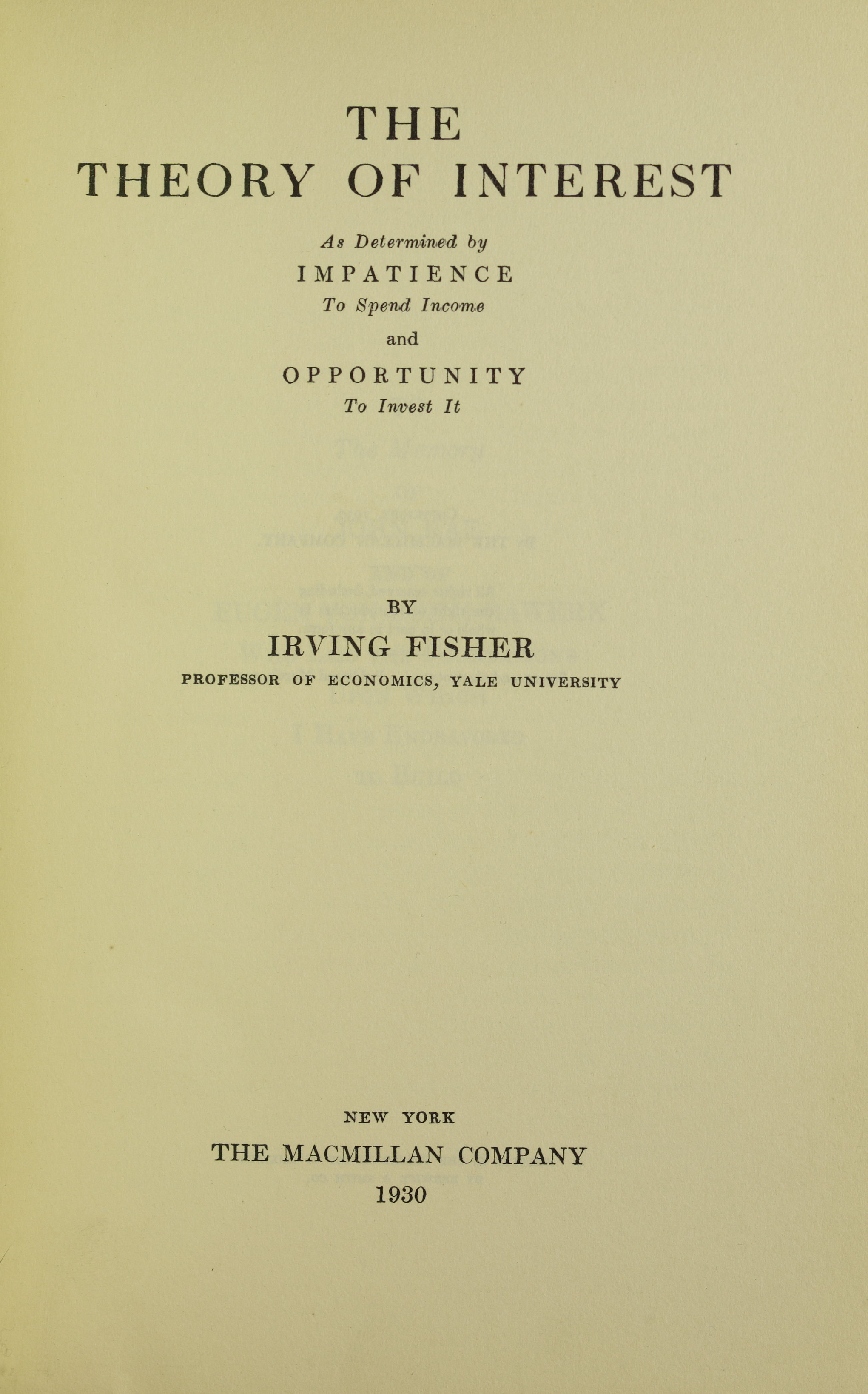
Теорія відстоку визначається нетерплячістю до витрачання доходів і можливістю інвестувати, 1930

- «Математичні теорії цінності і цін» (Mathematical Investigations in the Theory of Value and Prices, 1892);
- «Природа капітала и доходу» (The Nature of Capital and Income, 1906);
- «Купівельна сила грошей» (The Purchasing Power of Money, 1911);
- «Елементарні принципи економічної науки» (Elementary Principles of Economics, 1912);
- «Стабілізація доллара» (Stabilizing the Dollar, 1920);
- «Теорія процента» (The Theory of Interest, 1930);
- «Марочні сертифікати» (Stamp Scrip, 1933);
- «Стовідсоткові гроші» (100 % Money [Архівовано 6 вересня 2019 у Wayback Machine.], 1935).